# Thermopylae
Pour les articles homonymes, voir Thermopyles (homonymie).
Le Thermopylae puis Pedro Nunes, est à l'origine un navire de charge, voilier et clipper à thé battant pavillon du Royaume-Uni, gréé en trois-mâts carré converti plus tard en trois-mâts barque à mâture réduite. 
Il a été en service de 1868 à 1907. Il vogua jusqu'en 1895 à travers l'Atlantique, l'Océan Indien, le Pacifique et les eaux d'Extrême Orient via le Cap Horn et le Cap de Bonne Espérance. Il finit comme navire-école de cadets et ponton à charbon battant pavillon du Portugal. 
Reconnu pour sa vélocité, il reste à jamais le rival du Cutty Sark lancé pour le concurrencer en 1869.

## Historique

### Construction
Il est spécialement fabriqué pour la ligne de Chine et le commerce lucratif du thé et bâti pour le compte de l'armateur George Thoson & Co. d'Aberdeen et pour servir sur l'Aberdeen White Star Line. Il est mis en chantier le 16 septembre 1867 par Walter Hood & Co., d'Aberdeen également. Son concepteur est le gallois Bernard Waymouth (1824-1890). Il est donné pour 64,1 m de long, 11 m de large et 6,4 m de tirant d'eau. Il jauge 991 tx et, a un port en lourd de 13 000 t. 
C'est un trois-mâts carré de 27 voiles avec cacatois, perroquet unique et huniers, manœuvré par 35 hommes. Il file 6 nœuds minimum par la brise la plus légère. Il a comme figure de proue l'effigie blanc et or du roi de Sparte Léonidas et son grand mât est sommé d'une girouette en forme de coq doré. Il est lancé le 19 août 1868.

### Voyage inaugural
Pour sa première sortie, il part de Gravesend le 8 novembre 1868 et arrive à Melbourne le 9 janvier 1869 en un temps record de 63 jours.

#### ThermopylaeetCutty Sark(1872)
Le 18 juin 1872, Thermopylae et Cutty Sark quittent Shanghai chargés de thé. Le 15 juillet 1872, les deux navires sont quasi bord à bord à 3 miles l'un de l'autre. Le 7 août, Thermopylae accuse 400 miles de retard sur son rival. Le 15 août, le Cutty Sark perd son gouvernail lors d'une tempête, et doit réparer en pleine mer. Après réparation le Cutty Sark passe le Cap de Bonne Espérance. Le Cutty Sark arrive à quai à Londres le 18 octobre 1872, où son rival le Thermopylae est là depuis une semaine. Les conditions dans lesquelles l'équipage du Cutty Sark effectua le trajet à la suite de la perte du gouvernail éclipsérent la victoire du Thermopylae.
Dès 1869, l'ouverture du Canal de Suez et la compétitivité des navires à vapeur pour le commerce du thé, rend l'usage des clippers pour ce produit de moins en moins rentable. À partir de 1882, le Thermopylae est dirigé vers le commerce de la laine, principalement depuis l'Australie. Le 18 octobre 1885, quittant Sydney pour l'Angleterre chargé de laine via le Cap Horn, le Thermopylae fait le trajet en 80 jours. Mais, il est devancé d'une semaine par le Cutty Sark parti du port australien. Par la suite le Thermopylae ne gagne plus jamais contre son rival.

### Changement de propriétaire.
En 1889, il est vendu à Robert Reford, armateur canadien de Montréal de la compagnie Mount Royal Milling Manufacturing Co, qui le fait gréer en trois-mâts barque à mâts raccourcis en juillet 1893. L'équipage passe de 35 à 20 membres. Il transporte du charbon, du bois de construction, des céréales depuis l'Asie et l'Australie avec Cardiff puis Victoria (Colombie-Britannique) pour port d'attache.

## LePedro Nunes
En 1895, la marine portugaise achète le navire, le rebaptise Pedro Nunes et en fait un navire-école avec Lisbonne pour d'attache. En 1897, il est converti en ponton à charbon. De ses mâts, ne restent que trois moignons.
Le 13 octobre 1907, remorqué par deux navires de guerre depuis le Tage vers la mer, il est torpillé pavoisé et pavillon haut en baie de Cascais en présence de la reine consort du Portugal, Amélie d'Orléans avec les honneurs militaires. Au début des années 2000, l'épave est localisée par une équipe conjointe de plongeurs portugais et britanniques.

## Caractéristiques
- Type : clipper à thé, voilier.
- Fonction : navire de charge (1868-1895), navire-école (1895-1897), ponton (1897-1907).
- Gréement : trois-mâts carré (1868-1893), trois-mâts barque (1893-1897).

Équipage
- Équipage : 35, 20 (1893).

Caractéristiques techniques
- Longueur de coque : 64,61 m.
- Maître-bau : 11 m.
- Tirant d'eau : 6,4 m.
- Jauge : 991 tx.
- Port en lourd : 1 300 t.
- Voilure : 27 voiles.
- Vitesse : 6 nœuds a minima.

## Sources

### Sources de la traduction
- (de)/(en) Cet article est partiellement ou en totalité issu des articles intitulés en allemand « Thermopylae (Schiff, 1868) » (voir la liste des auteurs) et en anglais « Thermopylae (clipper) » (voir la liste des auteurs).